# Forest of Equilibrium
Forest of Equilibrium - debiutancki album brytyjskiej grupy metalowej Cathedral. Został wydany w 1991 roku przez Earache Records.

## Lista utworów
1. "Pictures Of Beauty & Innocence (Intro) / Comiserating the Celebration" - 11:16
2. "Ebony Tears" - 7:46
3. "Serpent Eve" - 7:40
4. "Soul Sacrifice" - 2:54
5. "A Funeral Request" - 9:17
6. "Equilibrium" - 6:08
7. "Reaching Happiness, Touching Pain" - 9:08